# Nessaea
Nessaea es un género de lepidópteros de la familia Nymphalidae. Es originario de los Neotrópicos. A diferencia de prácticamente todas las otras mariposas con coloración azul, los colores azul en este género se deben a la pigmentación más que a la iridiscencia (e.g., especies de Morpho).

## Especies
- Nessaea aglaura Doubleday [1848]
- Nessaea ecuadorensis Talbot 1932
- Nessaea batesii C. & R. Felder 1860
- Nessaea magniplaga Röber 1928
- Nessaea hewitsonii C. & R. Felder 1859
- Nessaea obrinus Linnaeus 1758
- Nessaea faventia Fruhstorfer 1910
- Nessaea latifascia Röber 1928
- Nessaea romani Bryk 1953
- Nessaea regina Salvin 1869
- Nessaea thalia Bargmann 1928

## Galería

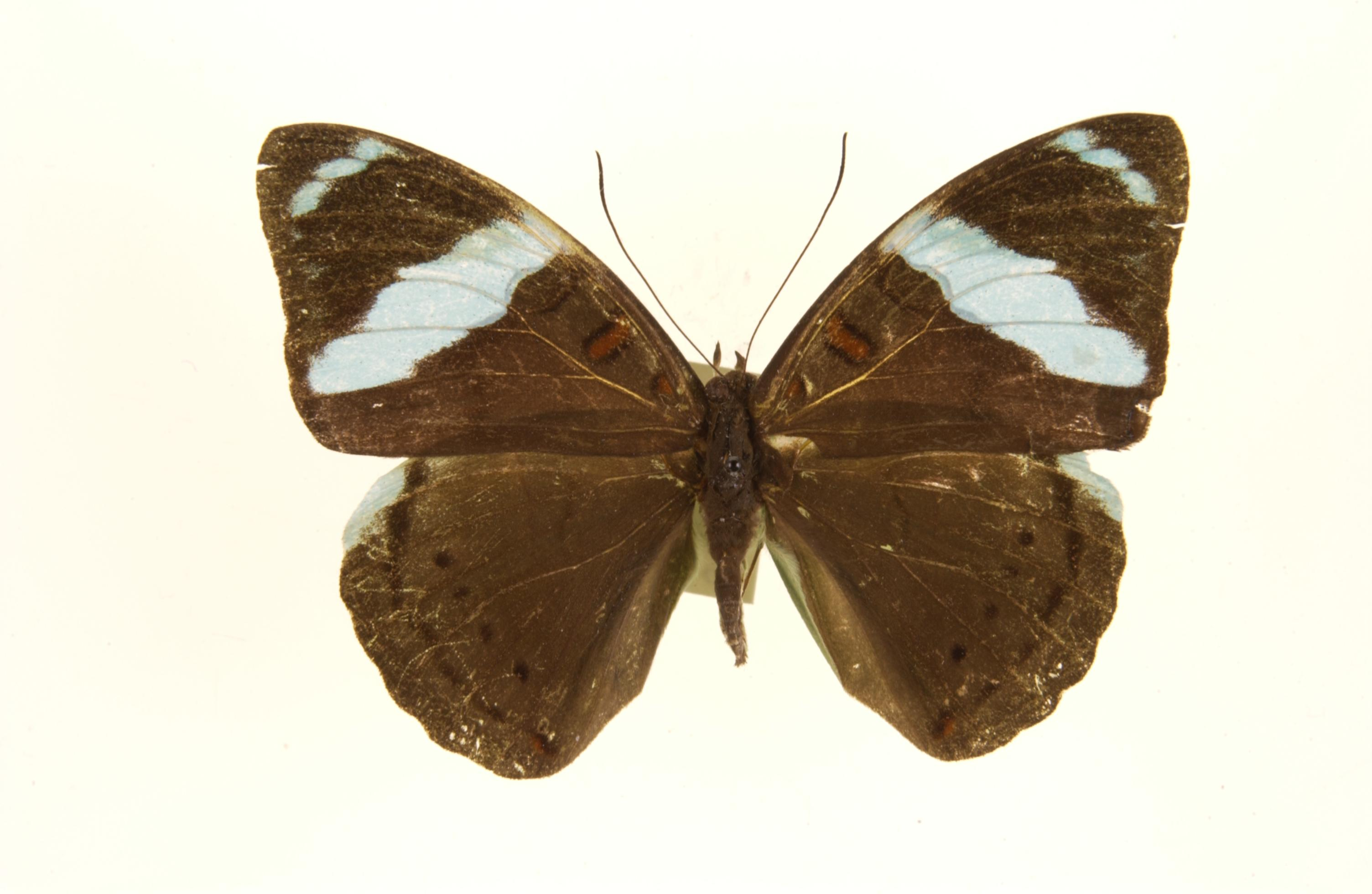
Nessaea aglaura
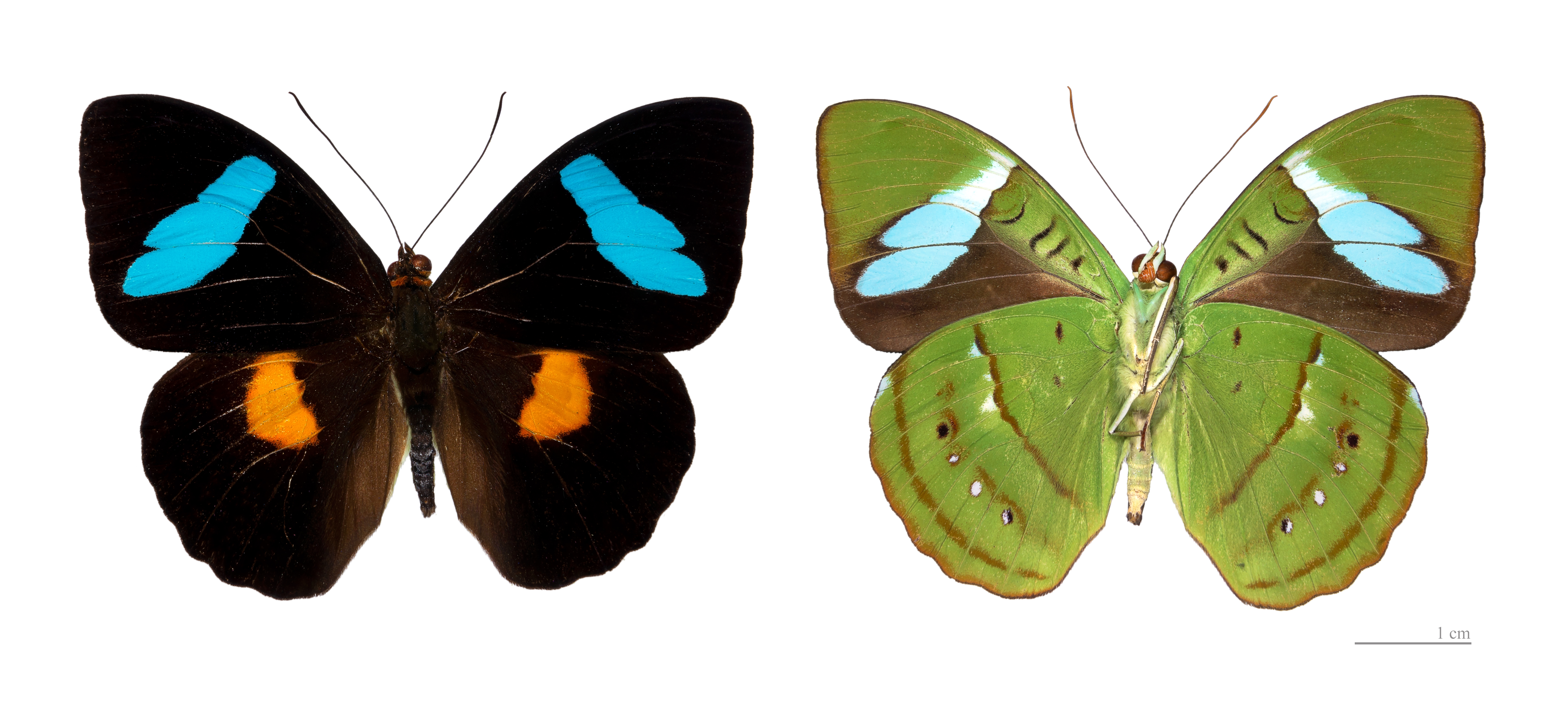
Nessaea batesii- Las dos partes
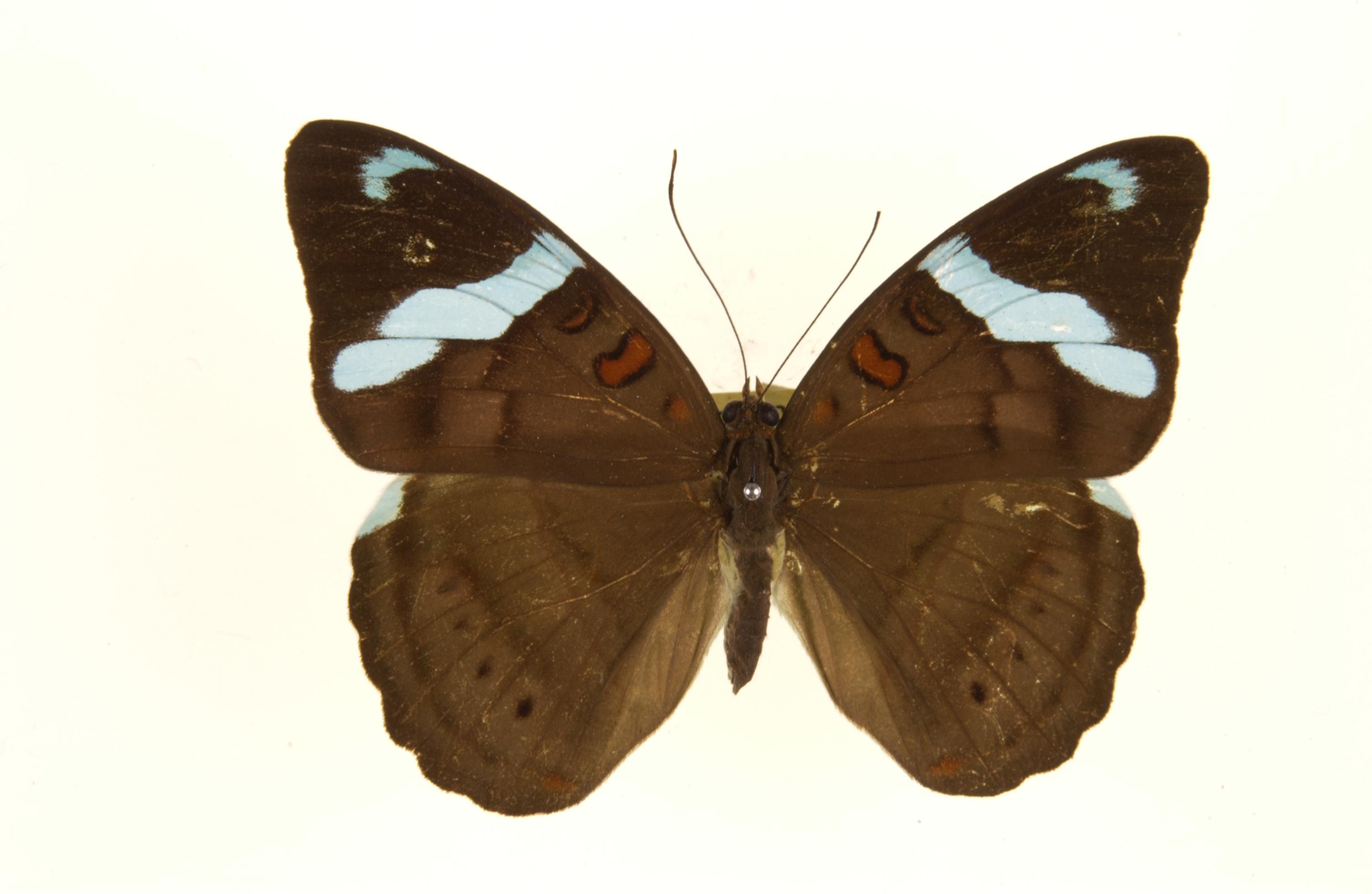
Nessaea obrina Hembra
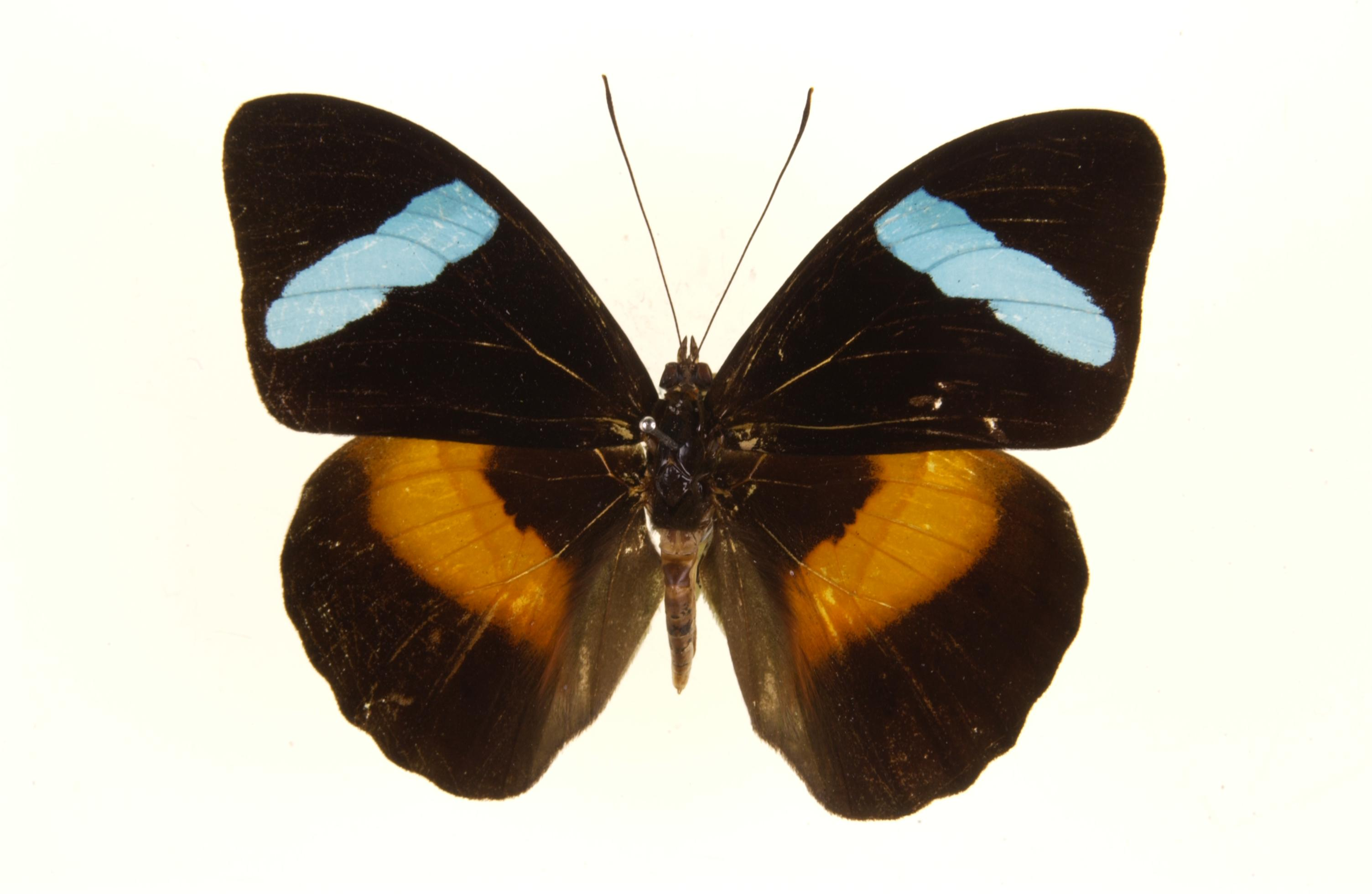
Nessaea obrina Macho
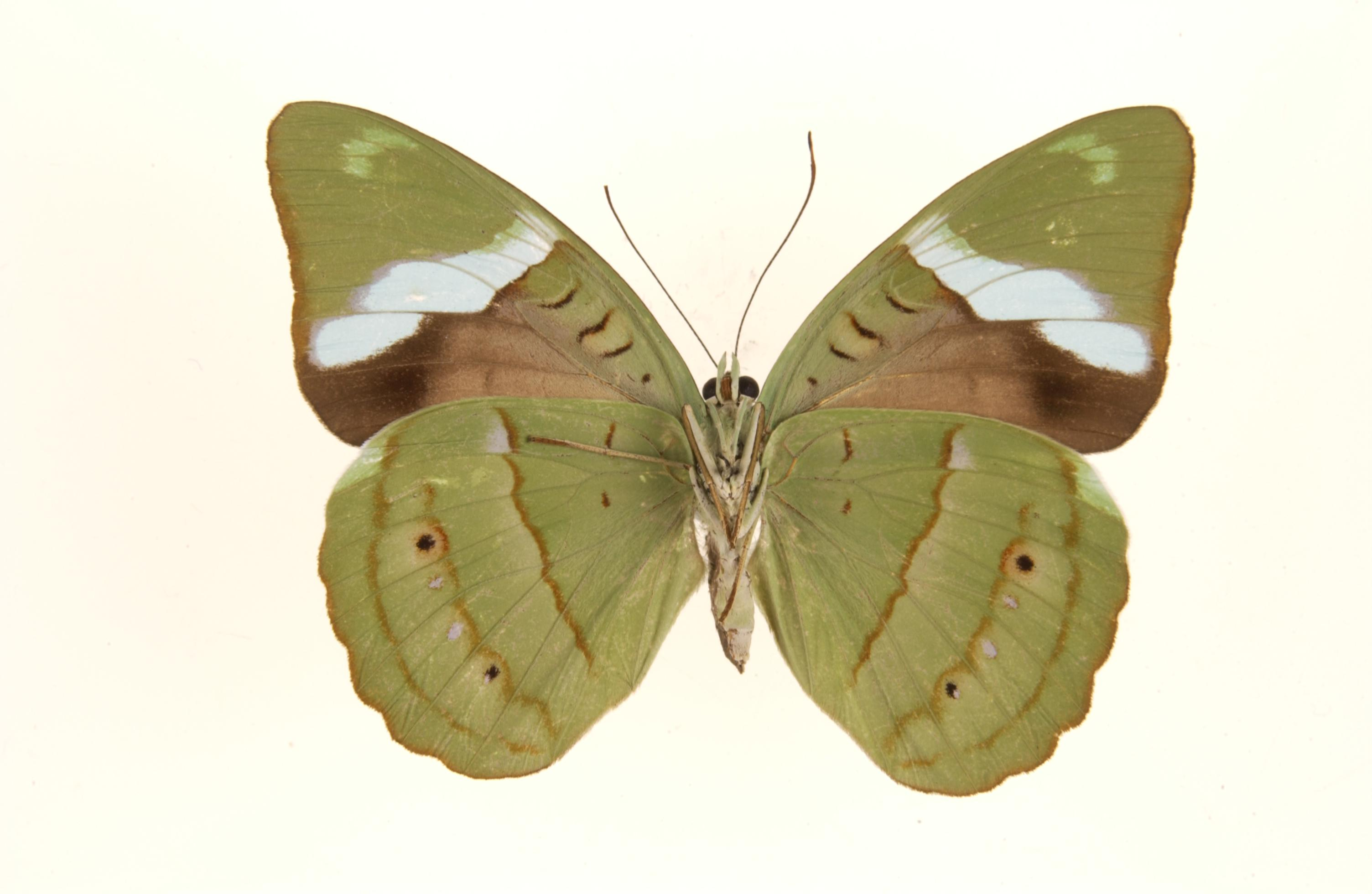
Nessaea obrina parte de abajo.
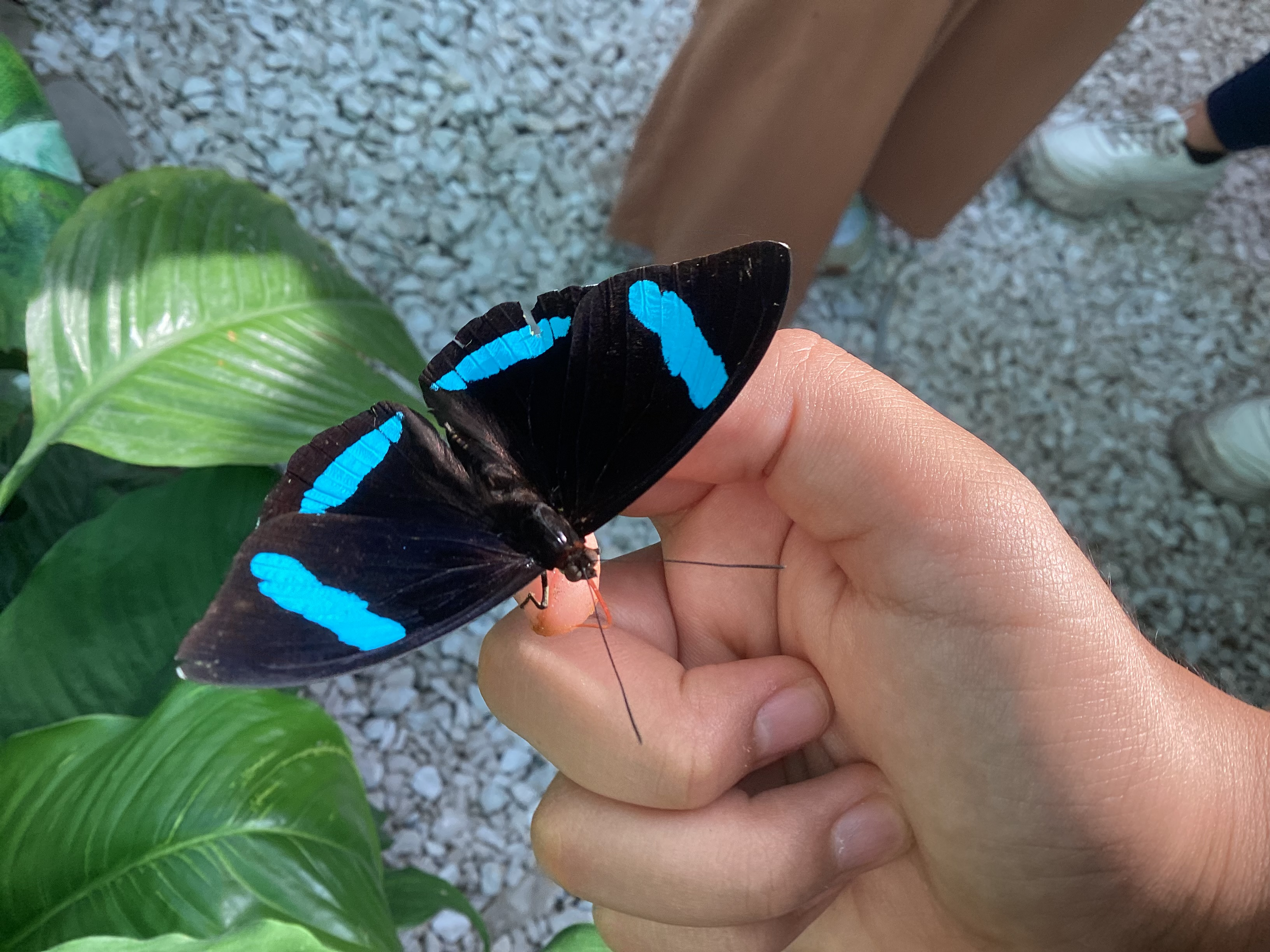
Nesaea hewitsonii